# Campeonato Capixaba 2023
El Campeonato Capixaba de Fútbol 2023 fue la 107.ª edición de la primera división de fútbol del estado de Espírito Santo. El torneo fue organizado por la Federação de Futebol do Estado do Espírito Santo (FES). El torneo comenzó el 19 de enero y finalizó el 22 de abril.
Real Noroeste se consagró tricampeón consecutivo tras vencer 3-1 en el marcador global de la final al Nova Venécia.

## Sistema de juego[2]

### Primera fase
Los 10 equipos se enfrentan en modalidad de todos contra todos a una sola rueda. Culminadas las nueve fechas, los ocho primeros puestos acceden a los cuartos de final. Los dos últimos posicionados descenderán a Segunda División.

### Segunda fase
- Cuartos de final: Los enfrentamientos se emparejan con respecto al puntaje de la primera fase, de la siguiente forma:
  - 1.º vs. 8.º
  - 2.º vs. 7.º
  - 3.º vs. 6.º
  - 4.º vs. 5.º

- Semifinales: Los enfrentamientos se jugarán de la siguiente forma:
  - (1.º vs. 8.º) vs. (4.º vs. 5.º)
  - (2.º vs. 7.º) vs. (3.º vs. 6.º)

- Final: Los dos ganadores de las semifinales disputan la final.

- Nota 1: Todas las llaves de segunda fase se juegan en partidos de ida y vuelta, comenzando la llave como local el equipo con menor puntaje en la primera fase.
- Nota 2: En caso de empate en puntos y diferencia de goles en cuartos de final, pasará de ronda el equipo con mayor puntaje en la primera fase.
- Nota 3: En caso de empate en puntos y diferencia de goles en las semifinales y la final, se definirá en tanda de penales. No se consideran los goles de visita.

## Equipos participantes
| Equipo                 | Ciudad                  | Estadio (Capacidad)          | Posición 2022      | Títulos (último) |
| ---------------------- | ----------------------- | ---------------------------- | ------------------ | ---------------- |
| Atlético Itapemirim    | Itapemirim              | José Olívio Soares (2000)    | 1.º (2.ª división) | 1 (2017)         |
| Desportiva Ferroviária | Cariacica               | Engenheiro Araripe (7700)    | 8.º                | 18 (2016)        |
| Estrela do Norte       | Cachoeiro de Itapemirim | Sumaré (6000)                | 6.º                | 1 (2014)         |
| Nova Venécia           | Nova Venécia            | Zenor Pedrosa Rocha (2000)   | 3.º                | 0                |
| Porto Vitória          | Vitória                 | Kléber Andrade (21 800)      | 2.º (2.ª división) | 0                |
| Real Noroeste          | Águia Branca            | José Olímpio da Rocha (5281) | Campeón            | 2 (2022)         |
| Rio Branco-ES          | Vitória                 | Kléber Andrade (21 800)      | 5.º                | 37 (2015)        |
| Serra                  | Serra                   | Robertão (2000)              | 4.º                | 6 (2018)         |
| Vilavelhense           | Vila Velha              | Kléber Andrade (21 800)      | 7.º                | 0                |
| Vitória-ES             | Vitória                 | Ninho da Águia (3000)        | 2.º                | 10 (2019)        |

| Crecimiento | Equipos provenientes del Campeonato Capixaba de Segunda División 2022. |

## Primera fase

### Tabla de posiciones
| Pos. | Equipo                 | Pts. | PJ | G | E | P | GF | GC | Dif. | Clasificación          |
| ---- | ---------------------- | ---- | -- | - | - | - | -- | -- | ---- | ---------------------- |
| 1    | Vitória-ES             | 19   | 9  | 6 | 1 | 2 | 20 | 8  | +12  | Fase final.            |
| 2    | Porto Vitória          | 19   | 9  | 6 | 1 | 2 | 20 | 12 | +8   | Fase final.            |
| 3    | Real Noroeste          | 18   | 9  | 6 | 0 | 3 | 15 | 9  | +6   | Fase final.            |
| 4    | Nova Venécia           | 15   | 9  | 5 | 0 | 4 | 16 | 9  | +7   | Fase final.            |
| 5    | Rio Branco-ES          | 15   | 9  | 5 | 0 | 4 | 11 | 12 | −1   | Fase final.            |
| 6    | Serra                  | 15   | 9  | 4 | 3 | 2 | 15 | 11 | +4   | Fase final.            |
| 7    | Desportiva Ferroviária | 11   | 9  | 3 | 2 | 4 | 8  | 14 | −6   | Fase final.            |
| 8    | Estrela do Norte       | 10   | 9  | 3 | 1 | 5 | 9  | 11 | −2   | Fase final.            |
| 9    | Vilavelhense           | 8    | 9  | 2 | 2 | 5 | 12 | 16 | −4   | Descenso de categoría. |
| 10   | Atlético Itapemirim    | 0    | 9  | 0 | 0 | 9 | 2  | 26 | −24  | Descenso de categoría. |

 Fuente: FES
Criterios de clasificación: 1) Puntos; 2) Partidos ganados; 3) Diferencia de gol; 4) Goles anotados; 5) Enfrentamiento directo entre los equipos en cuestión (dos equipos); 6) Menor cantidad de tarjetas rojas; 7) Menor cantidad de tarjetas amarillas; 8) Sorteo.

### Resultados
| Local \ Visitante      | ATL | DES | EST | NOV | POR | RNO | RES | SER | VIL | VIT |
| ---------------------- | --- | --- | --- | --- | --- | --- | --- | --- | --- | --- |
| Atlético Itapemirim    | —   | —   | 0–2 | 0–5 | 1–3 | —   | —   | —   | —   | 0–5 |
| Desportiva Ferroviária | 2–0 | —   | —   | —   | —   | —   | 2–1 | 0–2 | 2–2 | —   |
| Estrela do Norte       | —   | 1–1 | —   | 1–0 | —   | —   | —   | —   | 1–0 | 1–3 |
| Nova Venécia           | —   | 2–0 | —   | —   | —   | 0–1 | —   | 2–1 | 2–0 | 2–1 |
| Porto Vitória          | —   | 4–0 | 1–0 | 3–2 | —   | —   | —   | —   | —   | 1–3 |
| Real Noroeste          | 4–0 | 0–1 | 3–2 | —   | 3–1 | —   | —   | —   | 2–1 | —   |
| Rio Branco-ES          | 2–1 | —   | 2–1 | 2–1 | 1–2 | 1–0 | —   | —   | —   | —   |
| Serra                  | 2–0 | —   | 1–0 | —   | 1–1 | 1–2 | 2–1 | —   | —   | —   |
| Vilavelhense           | 1–0 | —   | —   | —   | 1–4 | —   | 3–0 | 3–3 | —   | —   |
| Vitória-ES             | —   | 2–0 | —   | —   | —   | 2–0 | 0–1 | 2–2 | 2–1 | —   |

## Fase final

#### Cuadro de desarrollo
|  | Cuartos de final  | Cuartos de final       | Cuartos de final  | Cuartos de final  | Cuartos de final  |   |       | Semifinales               | Semifinales               | Semifinales               | Semifinales               | Semifinales               |  |   | Final            | Final            | Final            | Final            | Final            |  |
|  | 17 al 26 de marzo | 17 al 26 de marzo      | 17 al 26 de marzo | 17 al 26 de marzo | 17 al 26 de marzo |   |       | 31 de marzo al 8 de abril | 31 de marzo al 8 de abril | 31 de marzo al 8 de abril | 31 de marzo al 8 de abril | 31 de marzo al 8 de abril |  |   | 15 y 22 de abril | 15 y 22 de abril | 15 y 22 de abril | 15 y 22 de abril | 15 y 22 de abril |  |
|  |                   |                        |                   |                   |                   |   |       |                           |                           |                           |                           |                           |  |   |                  |                  |                  |                  |                  |  |
|  |                   |                        |                   |                   |                   |   |       |                           |                           |                           |                           |                           |  |   |                  |                  |                  |                  |                  |  |
|  | 2                 | Porto Vitória          | 2                 | 1                 | 3                 |   |       |                           |                           |                           |                           |                           |  |   |                  |                  |                  |                  |                  |  |
|  | 2                 | Porto Vitória          | 2                 | 1                 | 3                 |   |       |                           |                           |                           |                           |                           |  |   |                  |                  |                  |                  |                  |  |
|  | 7                 | Desportiva Ferroviária | 2                 | 1                 | 3                 |   |       |                           |                           |                           |                           |                           |  |   |                  |                  |                  |                  |                  |  |
|  | 7                 | Desportiva Ferroviária | 2                 | 1                 | 3                 |   | 2     | Porto Vitória             | 1                         | 1                         | 2 (2)                     |                           |  |   |                  |                  |                  |                  |                  |  |
|  |                   |                        |                   |                   |                   |   | 2     | Porto Vitória             | 1                         | 1                         | 2 (2)                     |                           |  |   |                  |                  |                  |                  |                  |  |
|  |                   |                        | 3                 | Real Noroeste (p) | 2                 | 0 | 2 (3) |                           |                           |                           |                           |                           |  |   |                  |                  |                  |                  |                  |  |
|  | 3                 | Real Noroeste          | 3                 | Real Noroeste (p) | 2                 | 0 | 2 (3) | 1                         | 1                         | 2                         |                           |                           |  |   |                  |                  |                  |                  |                  |  |
|  | 3                 | Real Noroeste          |                   |                   |                   |   |       |                           |                           | 2                         |                           |                           |  |   |                  |                  |                  |                  |                  |  |
|  | 6                 | Serra                  | 2                 | 0                 | 2                 |   |       |                           |                           |                           |                           |                           |  |   |                  |                  |                  |                  |                  |  |
|  | 6                 | Serra                  | 2                 | 0                 | 2                 |   |       |                           |                           |                           |                           |                           |  | 3 | Real Noroeste    | 0                | 3                | 3                |                  |  |
|  |                   |                        |                   |                   |                   |   |       |                           |                           |                           |                           |                           |  | 3 | Real Noroeste    | 0                | 3                | 3                |                  |  |
|  |                   |                        | 4                 | Nova Venécia      | 0                 | 1 | 1     |                           |                           |                           |                           |                           |  |   |                  |                  |                  |                  |                  |  |
|  | 1                 | Vitória-ES             | 4                 | Nova Venécia      | 0                 | 1 | 1     | 2                         | 1                         | 3                         |                           |                           |  |   |                  |                  |                  |                  |                  |  |
|  | 1                 | Vitória-ES             |                   |                   |                   |   |       |                           |                           | 3                         |                           |                           |  |   |                  |                  |                  |                  |                  |  |
|  | 8                 | Estrela do Norte       | 1                 | 2                 | 3                 |   |       |                           |                           |                           |                           |                           |  |   |                  |                  |                  |                  |                  |  |
|  | 8                 | Estrela do Norte       | 1                 | 2                 | 3                 |   | 1     | Vitória-ES                | 1                         | 2                         | 3 (7)                     |                           |  |   |                  |                  |                  |                  |                  |  |
|  |                   |                        |                   |                   |                   |   | 1     | Vitória-ES                | 1                         | 2                         | 3 (7)                     |                           |  |   |                  |                  |                  |                  |                  |  |
|  |                   |                        | 4                 | Nova Venécia (p)  | 3                 | 0 | 3 (8) |                           |                           |                           |                           |                           |  |   |                  |                  |                  |                  |                  |  |
|  | 4                 | Nova Venécia           | 4                 | Nova Venécia (p)  | 3                 | 0 | 3 (8) | 2                         | 3                         | 5                         |                           |                           |  |   |                  |                  |                  |                  |                  |  |
|  | 4                 | Nova Venécia           |                   |                   |                   |   |       |                           |                           | 5                         |                           |                           |  |   |                  |                  |                  |                  |                  |  |
|  | 5                 | Rio Branco-ES          | 2                 | 0                 | 2                 |   |       |                           |                           |                           |                           |                           |  |   |                  |                  |                  |                  |                  |  |
|  | 5                 | Rio Branco-ES          | 2                 | 0                 | 2                 |   |       |                           |                           |                           |                           |                           |  |   |                  |                  |                  |                  |                  |  |
|  |                   |                        |                   |                   |                   |   |       |                           |                           |                           |                           |                           |  |   |                  |                  |                  |                  |                  |  |

Nota: El equipo que ocupa la primera línea es el que define la serie como local.

| Bandera del estado de Espírito Santo |
| Campeón                              |
| Real Noroeste 3.° título             |

## Clasificación final
| Pos. | Equipo                 | Pts. | PJ | G | E | P | GF | GC | Dif. | Clasificación                                        |
| ---- | ---------------------- | ---- | -- | - | - | - | -- | -- | ---- | ---------------------------------------------------- |
| 1.°  | Real Noroeste (C)      | 28   | 15 | 9 | 1 | 5 | 22 | 14 | +8   | Copa de Brasil 2024, Copa Verde 2024 y Serie D 2024. |
| 2.°  | Nova Venécia           | 23   | 15 | 7 | 2 | 6 | 25 | 17 | +8   | Copa de Brasil 2024.                                 |
| 3.°  | Vitória-ES             | 25   | 13 | 8 | 1 | 4 | 26 | 14 | +12  |                                                      |
| 4.°  | Porto Vitória          | 24   | 13 | 7 | 3 | 3 | 25 | 17 | +8   |                                                      |
| 5.°  | Serra                  | 18   | 11 | 5 | 3 | 3 | 17 | 13 | +4   |                                                      |
| 6.°  | Rio Branco-ES          | 16   | 11 | 5 | 1 | 5 | 13 | 17 | −4   |                                                      |
| 7.°  | Estrela do Norte       | 13   | 11 | 4 | 1 | 6 | 12 | 14 | −2   |                                                      |
| 8.°  | Desportiva Ferroviária | 13   | 11 | 3 | 4 | 4 | 11 | 17 | −6   |                                                      |
| 9.°  | Vilavelhense           | 8    | 9  | 2 | 2 | 5 | 12 | 16 | −4   | Segunda División 2024.                               |
| 10.° | Atlético Itapemirim    | 0    | 9  | 0 | 0 | 9 | 2  | 26 | −24  | Segunda División 2024.                               |

Reglas de clasificación: 1) Puntos; 2) Partidos ganados; 3) Diferencia de gol; 4) Goles anotados; 5) Enfrentamiento directo entre los equipos en cuestión; 6) Menor cantidad de tarjetas rojas; 7) Menor cantidad de tarjetas amarillas; 8) Sorteo.